# 山口祥吾
山口 祥吾（やまぐち しょうご、1992年9月11日 - ）は、神奈川県秦野市出身の元プロ野球選手（投手）。左投左打。NPBでは育成選手であった。

## 経歴
小学4年時から、地元の少年野球チーム「ホワイトスネークス」に所属し、野球を始める。秦野市立西中学校では軟式野球部に所属する傍ら2年時に出場したKボールの全国大会で第3位。
立花学園高等学校に進学すると、自宅から通える距離だったが練習に打ち込むため寮生活を始める。甲子園出場経験は無いものの、1年時から主力として活躍、2年次からはエースとなり、春季大会では横浜高のスラッガーであった筒香嘉智を4打席凡退に打ち取るなど力を着けていった。
2010年10月28日、プロ野球ドラフト会議にて千葉ロッテマリーンズから育成2位指名を受けた。
プロ2年間では、二軍で3試合の登板にとどまり、2012年10月7日、戦力外通告を受けた。

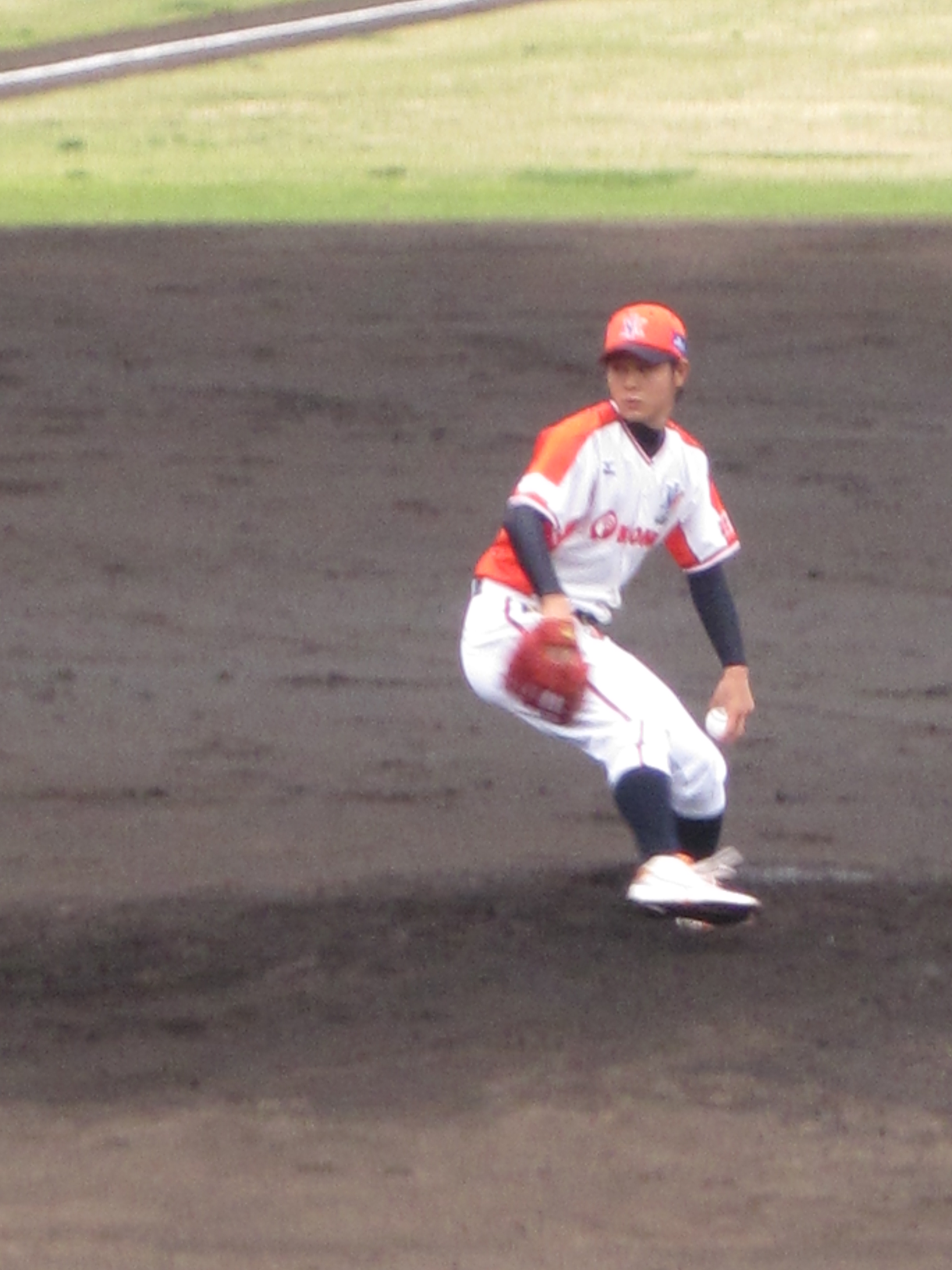
新潟アルビレックスBC時代
(2013年4月20日)

2013年2月18日に行われたBCリーグドラフト会議にて、新潟アルビレックスBCから指名を受け、入団が決定した。
2015年11月2日、現役引退。
引退後は埼玉県の建設会社で2年間会社員として働き、同時期に新潟アルビレックスBC時代から交際していた新潟県出身の女性と結婚。第一子が誕生し、新潟に戻る。戻った新潟では、新潟アルビレックスBCよりフロントスタッフ（総合営業部）に採用され、試合運営をはじめ、小学生向けの野球塾のコーチとしても活躍している。また、2019年には第二子が誕生している。

## 詳細情報

### 年度別投手成績
- 一軍公式戦出場なし

### 独立リーグでの投手成績
| 年 度     | 球 団     | 登 板 | 勝 利 | 敗 戦 | セ 丨 ブ | 完 投 | 勝 率 | 投 球 回 | 打 者 | 被 安 打 | 被 本 塁 打 | 奪 三 振 | 与 四 球 | 与 死 球 | 失 点 | 自 責 点 | 暴 投 | ボ 丨 ク | 失 策 | 防 御 率 | W H I P |
| --------- | --------- | ----- | ----- | ----- | -------- | ----- | ----- | -------- | ----- | -------- | ----------- | -------- | -------- | -------- | ----- | -------- | ----- | -------- | ----- | -------- | ------- |
| 2013      | 新潟      | 22    | 1     | 1     | 0        | 0     | .500  | 21.0     | 97    | 23       | 0           | 17       | 14       | 0        | 10    | 10       | 0     | 0        | 0     | 4.29     | 1.76    |
| 2014      | 新潟      | 20    | 0     | 0     | 0        | 0     | ----  | 21.2     | 99    | 15       | 1           | 26       | 20       | 2        | 8     | 6        | 1     | 0        | 1     | 2.49     | 1.66    |
| 2015      | 新潟      | 23    | 1     | 3     | 1        | 0     | .250  | 23.1     | 120   | 18       | 0           | 19       | 27       | 3        | 15    | 12       | 3     | 0        | 1     | 4.63     | 1.95    |
| 通算：3年 | 通算：3年 | 65    | 2     | 4     | 1        | 0     | .333  | 66.0     | 316   | 56       | 1           | 62       | 61       | 5        | 33    | 28       | 4     | 0        | 2     | 3.82     | 1.77    |

### 背番号
- 123 （2011年 - 2012年）
- 12 （2013年 - 2015年）